# Савезничка окупација Немачке
Савезничке снаге које су победиле Нацистичку Немачку у Другом светском рату, поделиле су поражену земљу у четири окупационе зоне из административних разлога. Град Берлин био је засебно подељен на окупационе зоне. Подела на окупационе зоне одређена је још 1944. у тзв. Лондонским протоколима, а трајала је до 1949. године.
Пре упостављања контроле у окупационим зонама, сва територија коју је Немачка окупирала након 1938. враћена је обновљеним државама Аустрији, Чехословачкој, Белгији, Француској, Луксембургу, Пољској и Југославији.
Живот Немаца током послератне окупације обележио је процес денацификације.

## Окупационе зоне

### Америчка окупациона зона
Америчка зона састојала се од Баварске, Хесена и северних делова данашње савезне државе Баден-Виртемберг. Штаб америчке окупационе зоне налазио се у Франкфурту. Иако су америчке снаге 1945. стигле до реке Лабе, у јулу су се повукле са подручја предвиђеног за совјетску окупациону зону. На америчко су тражење под њихову зону 1947. потпали делови севернонемачких гадова Бремена и Бремерхавена како би имали контролу и над неким деловима северне Немачке.

### Британска окупациона зона
Британска зона покривала је углавном северозападни део Немачке. Британци су своју зону организовали тако да су обновили немачку савезну државу Хамбург из 1937, али су формирали и сасвим нове савезне државе попут Шлезвиг-Холштајна, Доње Саксоније и Северну Рајну-Вестфалију. Из зоне је 1947. године издвојена територија града Бремена који је додељен Американцима.

### Француска окупациона зона
Упркос томе што је била на страни Савезника, Француској првобитно није било допуштено оснивање окупационе зоне због традиционалног непријатељства с Немцима. Осим тога, допринос француске војске победи био је далеко мањи од америчког, британског и совјетског. Будући да се Шарл де Гол још током рата залагао за важност улоге Француске после рата, Британци и Американци су напослетку признали допринос Француске током рата.
Француска је након рата добила окупациону зону на самом западу државе, оном који углавном граничи с Француском. Иако је првобитно у француској зони, Сарланд издвојен из зоне фебруара 1946. и до децембра формиран као заједничка савезничка управа.

### Совјетска окупациона зона
Совјетску окупациону зону чинила су подручја држава Тирингија, Саксонија-Анхалт, Бранденбург и Мекленбург-Западна Померанија. Штаб совјетске војне администрације налазио се у Берлину-Карлсхорсту.

### Берлин
Берлин је, као град од историјске важности за Немце и бивши центар Нацистичке Немачке, био посебно подељен на четири савезничке окупационе зоне. Био је у потпуности окружен совјетском окупационом зоном.

## Крај окупације
Савезнички план за послератну Немачку био је да четири силе заједнички управљају уједињеном земљом, али је пораст хладноратовских напетости 1946-1947. докрајчио те планове. Потпуни раскид између некадашњих ратних савезника десио се по совјетској блокади Берлина од јуна 1948. до маја 1949. године. Након тога су у мају 1949. три западна савезника ујединили своје окупационе зоне од којих је формирана Савезна Република Немачка (Западна Немачка). Совјети су следили пример Западног блока и у октобру 1949. од своје окупационе зоне формирали Немачку Демократску Републику (Источна Немачка).